# Johan Trolle
Johan Trolle, född 1731 på Hageby, Allhelgona socken, död 22 februari 1794 i Västra Ny socken, var en svensk borgmästare i Skänninge stad.

## Biografi
Johan Trolle var borgmästare i Skänninge stad. Flyttade omkring 1776 till Blommedal i Västra Ny. Trolle avled på Blommedal i Västra Ny socken.

## Familj
Trolle gifte sig första gången 1762 med Barbro Christina Stockenström (1737–1767), dotter till kronobefallningsmannen, bergs- och häradsfogden Henrik Stockenström och Christina Rydelia. Andra gången gifte han sig 28 oktober 1772 på Blommedal med Ulrika Rotkirch (1744–1834), dotter till kornetten Carl Gabriel Rotkirch och Ulrika de Besche.